# Lanave
Lanave (en aragonés A Nau o Lanáu) es una localidad española perteneciente al municipio de Sabiñánigo, en la comarca del Alto Gállego, provincia de Huesca, Aragón.

## Historia
Durante la guerra civil española su iglesia parroquial fue destruida, no obstante por esta zona rompió el frente la 27.ª División republicana hacia la Batalla de Sabiñánigo.
Lanave es conocida por su horno panadero desde finales de los años 1980, parada habitual de quienes bajaban del Monrepós dirección Pirineo.
En 2001, el diputado José Antonio Labordeta de Chunta Aragonesista, recogiendo las quejas de los vecinos, solicitó en el Congreso de los Diputados un mejor acceso a Lanave desde Sabiñánigo, que contaba con una línea continua en la N-330 que impedía acceder al pueblo desde esta dirección, reclama que se topó con la negativa del gobierno. Dicho acceso no se mejoró hasta la llegada de la autovía Mudéjar a las inmediaciones de la localidad, casi veinte años después.
Durante las obras de la citada autovía se encontró un proyectil de la guerra en 2017, que requirió la retirada del mismo por medio de un equipo TEDAX.

## Demografía

### Localidad
Datos demográficos de la localidad de Lanave desde 1900:
| --                    | -- | 22 | 21 | 22 | 20 | 12 | 10 | 9 | 10 | 4 | 4 | 2 |
| (Fuente: IAEST e INE) |    |    |    |    |    |    |    |   |    |   |   |   |

- Aparece en el Nomenclátor a partir del año 1920.
- Datos referidos a la población de derecho.

### Antiguo municipio
Datos demográficos del municipio de Lanave desde 1842:
| 31            | -- | -- | -- | -- | -- | -- | -- |
| (Fuente: INE) |    |    |    |    |    |    |    |

- En el censo de 1842 de denominaba La Nave.
- Entre el censo de 1857 y el anterior, este municipio desaparece porque se integra en el municipio de Jabarrella.
- Datos referidos a la población de derecho, excepto en los censos de 1857 y 1860 que se refieren a la población de hecho.